# 戈伊拉拉縣
8°21′32″S 147°01′52″E / 8.359°S 147.031°E
戈伊拉拉縣（英語：Goilala District），是巴布亞新畿內亞的縣份之一，位於新畿內亞島東南部，由中央省負責管轄，首府設於塔皮尼，面積7,587平方公里，2011年人口36,092，人口密度每平方公里4.8人。